# Aster fuscescens
Aster fuscescens là một loài thực vật có hoa trong họ Cúc. Loài này được Bur. & Franch. mô tả khoa học đầu tiên năm 1891.